# 洛斯特里弗 (肯塔基州)
洛斯特里弗（英語：Lost River）是位於美國肯塔基州沃倫縣的一個非建制地區。

## 地理
洛斯特里弗所處的海拔為高於海平面167米（即548英呎），而該地所採用的時區為UTC-6，即北美中部時區（CST）。同時該地設有夏令時間，為UTC-6調快一小時，即UTC-5（CDT）。